# Ким Пенгир
Ким Пенгир (1899 год, уезд Дёнсен, провинция Северный Хамгён, Корея, Корея — 1978 год, Ташкентская область, Узбекская ССР) — звеньевой колхоза «Полярная звезда» Средне-Чирчикского района Ташкентской области, Узбекская ССР. Герой Социалистического Труда (1949).

## Биография
Родился в 1899 году в крестьянской семье в уезде Дёнсен провинции Северный Хамгён, Корея.
В 1910 году вместе с родителями эмигрировал на российский Дальний Восток. В 1920-х годах занимался сельским хозяйством в деревне Манзовка Владивостокского округа Дальневосточного края.
В 1937 году депортирован на спецпоселение в Ташкентскую область Узбекской ССР. С 1939 года — звеньевой колхоза «Полярная звезда» Средне-Чирчикского района.
В 1948 году звено Ким Пенгира собрало в среднем с каждого гектара по 81,2 центнеров риса на участке площадью 6,7 гектара. Указом Президиума Верховного Совета СССР от 18 мая 1949 года удостоен звания Героя Социалистического Труда «за получение высоких урожаев риса на поливных землях при выполнении колхозом обязательных поставок и контрактации по всем видам сельскохозяйственной продукции, натуроплаты за работу МТС в 1948 году и обеспеченности семенами всех культур в размере полной потребности для весеннего сева 1949 года» с вручением ордена Ленина и золотой медали «Серп и Молот».
В 1963 году вышел на пенсию. Пенсионер союзного значения.
Скончался в 1978 году. Похоронен на кладбище посёлка Ким Пен Хва Уртачирчикского района Ташкентской области.
Награды
- Герой Социалистического Труда
- Орден Ленина
- Орден Трудового Красного Знамени (13.06.1950)
- Медаль «За трудовую доблесть» (23.08.1951)
- Медаль «За доблестный труд в Великой Отечественной войне 1941—1945 гг.» (06.06.1945)